# Bogdan Dolha
Bogdan Alexandru Dolha (n. 4 octombrie 1984) este un jucător român de fotbal care evoluează la clubul Arieșul Turda, împrumutat de la U Cluj.